# Palyeskaya Nizina
Palyeskaya Nizina är en slätt i Belarus. Den ligger i den centrala delen av landet, 220 km söder om huvudstaden Minsk.
I omgivningarna runt Palyeskaya Nizina växer i huvudsak blandskog. Runt Palyeskaya Nizina är det glesbefolkat, med 9 invånare per kvadratkilometer.